# Damolândia
Damolândia, amtlich portugiesisch Município de Damolândia, ist eine kleine brasilianische Gemeinde im Bundesstaat Goiás. Die Bevölkerung wurde zum 1. Juli 2021 auf 2944 Einwohner geschätzt, die Damolandenser (damolandenses) genannt werden und auf einem Gemeindegebiet von rund 84,5 km² leben.

## Toponymie
Namensgeber ist der Erstansiedler Antônio Dâmaso da Silva.

## Geographie
Sie liegt südwestlich der brasilianischen Hauptstadt Brasília und nördlich von Goiânia, der Hauptstadt des Bundesstaates. Damolândia ist 79 km Wegstrecke entfernt von Goiânia. Die Staatsstraße GO-416 verbindet mit der östlich vorbeiführenden GO-080 und der südlichen GO-422.
Das Biom ist Cerrado.
Damolândia grenzt an die Gemeinden:
- im Norden an Petrolina de Goiás
- im Osten an Ouro Verde de Goiás
- im Süden an Nova Veneza und Brazabrantes
- im Westen an Inhumas

### Klima
Die Stadt hat tropisches Klima, Aw nach der Klimaklassifikation nach Köppen und Geiger. Die Durchschnittstemperatur ist 23,1 °C. Die durchschnittliche Niederschlagsmenge liegt bei 1524 mm im Jahr.
|                   | Jan  | Feb  | Mär  | Apr  | Mai  | Jun  | Jul  | Aug  | Sep  | Okt  | Nov  | Dez  |   |      |
| Temperatur (°C)   | 23,6 | 24,0 | 23,5 | 22,4 | 21,0 | 20,9 | 22,5 | 24,3 | 24,6 | 23,8 | 23,5 | 23,2 | Ø | 23,1 |
| Niederschlag (mm) | 265  | 223  | 204  | 112  | 31   | 7    | 4    | 12   | 46   | 157  | 208  | 255  | Σ | 1524 |

## Geschichte
Das gesamte heutige Gemeindeterritorium gehörte zum Munizip Anápolis und war Ende des 19. Jahrhunderts kaum entwickelt. 1903 wurde es als Distrikt Santo Antônio do Capoeirão von Anápolis verwaltet. 1918 siedelte sich der Minenarbeiter aus Patrocínio Antônio Dâmaso da Silva mit seiner Familie am kleinen Fluss Ribeirão Capoeirão an, es entstand ein Siedlungskern. 1921 wurde die Kapelle Santo Antônio do Capoeirão errichtet und dazu eine Fläche von 20 Alqueires mineiros gestiftet, etwa 96,8 Hektar. 1938 wurde der Distriktsname verkürzt auf Distrito de Capoeirão und am 31. Dezember 1942 umbenannt in Distrito de Damolândia (aus Dâmaso gebildet). Erst Ende der 1950er Jahre hatte sich eine Infrastruktur derart entwickelt, dass dem Ort am 14. November 1958 die Stadtrechte als Munizip erteilt wurden mit Ausgliederung aus Anápolis.

## Bevölkerungsentwicklung
Die Gemeinde macht eine langsame Entwicklung. 2010 waren rund 20 % der Bevölkerung Kinder und Jugendliche bis 15 Jahre.
| Jahr | Einwohner | Stadt | Land |
| --- | --------- | ----- | ---- |
| 1991 | 2.593     | 1.674 | 919  |
| 2000 | 2.573     | 1.885 | 688  |
| 2010 | 2.747     | 2.182 | 565  |
| 2021 | 2.944     | ?     | ?    |
| Hier fehlt eine Grafik, die leider im Moment aus technischen Gründen nicht angezeigt werden kann. Wir arbeiten daran! |           |       |      |

Quelle:

## Ethnische Zusammensetzung
| Gruppe      | Anteil 2000     | Anteil 2010       | Anmerkung                        |
| ----------- | --------------- | ----------------- | -------------------------------- |
| Brancos     | 1.473 (57,25 %) | ▼ 1.422 (51,76 %) | Weiße, Nachfahren von Europäern  |
| Pardos      | 1.055 (41,02 %) | ▲ 1.258 (46,80 %) | Mischrassige, Mulatten, Mestizen |
| Pretos      | 45 (1,73 %)     | ▲ 59 (2,13 %)     | Schwarze                         |
| Amarelos    | – (0,00 %)      | ▲ 8 (0,30 %)      | Asiaten                          |
| Indígenas   | – (0,00 %)      | – (0,00 %)        | indigene Bevölkerung             |
| ohne Angabe | –               | –                 |                                  |

Quelle: SIDRA-Datenbankabfrage

## Wirtschafts- und Sozialdaten
Das monatliche Durchschnittseinkommen lag 2018 bei dem Faktor 1,7 des Minimallohnes von Real R$ 880,00 (Umrechnung August 2020: rund 228 €), das jährliche Bruttosozialprodukt pro Kopf 2017 lag bei rund 13.325 R$ und der Index der menschlichen Entwicklung (HDI) lag 2010 bei dem mittleren Wert 0,697.

## Analphabetenquote
Damolândie hatte 1991 eine Analphabetenquote von rund 28,8 %, die sich bei der Volkszählung 2010 bereits auf 15,9 % reduziert hatte. 2010 hatten 50,5 % der Schulpflichtigen die Schule abgebrochen.